# Chuck Zito
Charles Carmine Zito Jr. (nacido el 1 de marzo de 1953) es un boxeador aficionado, artista marcial y actor estadounidense.

## Primeros años
Es el segundo de tres hijos de Charles Zito Sr. y Gloria Frangione. Se crio en El Bronx y en New Rochelle. Como hijo de un boxeador profesional de peso wélter se le enseñó a una edad temprana cómo pelear y defenderse. Su padre boxeó en el ring bajo el nombre de Al LaBarba. A la edad de diecisiete años, Zito abandonó la escuela secundaria de New Rochelle y se casó con su novia de la escuela secundaria (Kathy). Su participación en el club de motociclistas Hells Angels finalmente llevó a su divorcio.

## Carrera profesional
Siguiendo los pasos de su padre se convirtió en boxeador aficionado y luchó en los Guantes de Oro de Nueva York mientras trabajaba como mano de obra. En 1980 después de ayudar a los guardaespaldas del actor Robert Conrad en una convención de motocicletas comenzó su propia agencia de guardaespaldas, la cual se llamó Servicios de guardaespaldas de los ángeles de Charlie, inicialmente brindó protección a la actriz Lorna Luft y luego fue contratada por su media hermana Liza Minnelli. La actriz recomendó el servicio de Zito a su gran cantidad de conocidos famosos, lo que le permitió desarrollar contactos rápidamente en todo Hollywood.
Aprovechando su conexión, Zito comenzó una carrera como especialista en películas como Year of the Dragon, Hudson Hawk y The Rock. En 1996, después de una reunión con el productor Tom Fontana, se unió al drama carcelario de HBO Oz como el mafioso Chucky Pancamo. A lo largo de los años, Zito ha alternado con el trabajo de acrobacias y la actuación con créditos por el trabajo de acrobacias en películas como 15 minutos y papeles de actuación en la película This Thing of Ours.
En febrero de 1998 presuntamente golpeó repetidamente a Jean-Claude Van Damme en el club Scores en Manhattan, Nueva York.
Zito apareció en la edición del 11 de enero de 1999 de WCW Nitro acompañando a Hulk Hogan al ring junto a otros miembros de los Hells Angels. Fue visto con Cuba Gooding Jr. y Dwayne Johnson en la fiesta previa a la pelea de Lennox Lewis vs. Mike Tyson el 8 de junio de 2002 en la Pyramid Arena.  
En 2003 publicó su autobiografía, Street Justice, en coautoría con Joe Layden. En 2006 se expandió a la radio con el programa Chuck Zito's View en la estación de radio satelital Sirius de Howard Stern. 
En 2010 presentó una demanda de 5 millones de dólares contra la red de cable FX, alegando que tuvo una reunión de desarrollo con ellos en 2006, en la que presentó la idea de un grupo de motociclistas fuera de la ley. Él alega que FX lo rechazó y luego le robó su idea, que se convirtió en el programa de FX, Sons of Anarchy. El 11 de diciembre de 2011 se dictó sentencia judicial contra Zito. 
Zito apareció en la quinta temporada de Sons of Anarchy, como Frankie Diamonds. También apareció en la serie documental de Discovery Channel del creador de SOA, Kurt Sutter, Outlaw Empires.
En 2013 compitió en Chopped de Food Network junto con Danica Patrick de NASCAR, la estrella de la NFL Tiki Barber y la campeona olímpica Natalie Coughlin.

## Filmografía

### Películas
| Año  | Título                                     | Rol                     | Notas           |
| ---- | ------------------------------------------ | ----------------------- | --------------- |
| 1982 | 1990: los guerreros del Bronx              | Motociclista forajido   |                 |
| 1991 | Neon City                                  | Atacante de autobús     |                 |
| 1993 | Nowhere to run                             | Prisionero              |                 |
| 1993 | New York Cop                               | Líder de la mafia       |                 |
| 1993 | Carlito's Way                              | Gorila del club         |                 |
| 1993 | Love, Cheat & Steal                        | Jake                    |                 |
| 1994 | Jimmy Hollywood                            | Gánster                 |                 |
| 1994 | Viper                                      | 'Toots'                 |                 |
| 1994 | Sensation                                  | Barman                  |                 |
| 1994 | El amor es un arma                         | Policía                 |                 |
| 1995 | Línea roja                                 | Polla                   |                 |
| 1996 | The Juror                                  | Frankie                 |                 |
| 1996 | Heaven's Prisoners                         | Tony                    |                 |
| 1996 | El funeral                                 | Zito                    |                 |
| 1996 | Squanderers                                | Alemán                  |                 |
| 1998 | Gia                                        | Motociclista            |                 |
| 1998 | Scar City                                  | Guardia                 |                 |
| 1998 | No Code of Conduct                         | Guardia                 |                 |
| 1999 | Black and White                            | Chuck                   |                 |
| 1999 | Me and Will                                | Biker                   |                 |
| 1999 | Man on the Moon                            | Tony Clifton / Ciclista |                 |
| 2000 | Table One                                  | El cocinero             |                 |
| 2001 | Street Justice                             | Anfitrión               |                 |
| 2003 | This Thing of Ours                         | Soldado DeGrazio        |                 |
| 2004 | Brooklyn Bound                             | Antonio                 |                 |
| 2004 | Coalition                                  | Vinnie                  |                 |
| 2005 | Remedy                                     | Captain Sallie          |                 |
| 2005 | Searching for Bobby D                      | Freddy 'Knuckles'       |                 |
| 2005 | The Signs of the Cross                     | Tony Esposito           |                 |
| 2005 | Carlito's Way: Rise to Power               | 'Buck'                  |                 |
| 2005 | Tinsel Town                                | Rubenstein              |                 |
| 2009 | Under New Management                       | Don DeRossi             |                 |
| 2010 | 13                                         | Ted                     |                 |
| 2011 | The Grasslands                             | Matty                   |                 |
| 2013 | Homefront                                  | Danny 'Danny T' Turrie  |                 |
| 2014 | Collection                                 | Joe                     |                 |
| 2015 | The Martial Arts Kid                       | Frank                   |                 |
| 2015 | Street Level                               | Carmine                 |                 |
| 2016 | Saturday in the Park                       | Danny 'Danny V'         |                 |
| 2016 | Female Fight Club                          | Zeke                    |                 |
| 2017 | Cops and Robbers                           | Randy                   |                 |
| 2017 | Blood Circus                               | Dominick                |                 |
| 2018 | Fury of the Fist and the Golden Fleece     | FDA Special Agent       |                 |
| 2018 | Black Wake                                 | Sheriff Williams        |                 |
| 2018 | Vault                                      | Joey Bruno              | posproducción   |
| 2018 | Guitars and Guns                           | Marco                   | posproducción   |
| 2018 | Treasure Hunter: Legend of the White Witch | Jorge                   | post-production |
| 2018 | Dinosaur                                   | Frank LaCarver          | posproducción   |
| 2019 | Street Justice                             | Unknown                 | preproducción   |

### Televisión
| Año       | Título                       | Rol                                     | Notas                |
| --------- | ---------------------------- | --------------------------------------- | -------------------- |
| 1997      | New York Undercover          | Desconocido                             | Episodio: "Hubris"   |
| 1998-2003 | Oz                           | Chucky ''El Enforcer'' Pancamo          | 45 episodios         |
| 2000      | V.I.P.                       | Mikey                                   | 2 episodios          |
| 2006      | The Young and the Restless   | Rudy                                    | 2 episodios          |
| 2006      | Law & Order: Criminal Intent | Detective de escuadrón de casos mayores | Episodio: "Tru Love" |
| 2007      | Entourage                    | El mismo                                |                      |
| 2007      | Days of Our Lives            | Harry Jenks                             | 1 episodio           |
| 2010      | How to Make It in America    | Hombre Deli                             | Episodio: "Crisp"    |
| 2012      | Sons of Anarchy              | Frankie ''Diamantes''                   | 8 episodios          |
| 2018      | Paper Empire                 | 'Big D' Espozito                        |                      |
| 2018      | The Jersey                   | Al 'Big Al'                             |                      |